# New York, New York (manga)
New York, New York (ニューヨーク・ニューヨーク?, Nyūyōku Nyūyōku) è uno shōjo manga scritto e disegnato da Marimo Ragawa.
Il manga è stato pubblicato sulla rivista Hana to Yume della casa editrice Hakusensha tra il 1995 e il 1998. I capitoli sono stati raccolti in quattro volumi tankōbon nel 1998 sotto la label Jet Comics, e successivamente ripubblicati in una nuova edizione bunko in due volumi nel 2003. 
In Italia la serie è stata pubblicata dall'editore Panini Comics nella collana Planet Manga nel 1999 in quattro volumi. Nel quarto volume è stata inserita a completamento una breve storia autoconclusiva dal titolo Da me a te.

## Trama
La vicenda, ambientata negli Stati Uniti, racconta la storia d'amore tra i protagonisti Kain Walker e Mel Frederics e delle loro difficoltà di vivere una vita nascondendo il fatto di essere gay. Tra i problemi affrontati: e l'oppressione contro le persone gay, il senso di colpa verso i propri parenti stretti, l'AIDS (HIV) e l'adozione omogenitoriale. Si occupa di una vasta gamma di temi estremamente seri che le persone gay affrontano o affronterebbero nella vita reale. 
Per questo motivo e per il fatto che l'etichetta viene data solo ai manga che escono su specifiche riviste, in Giappone non è considerato un Boys' Love bensì uno shōjo manga.